# Plan del Río, Veracruz
Plan del Río är en ort i Mexiko.   Den ligger i kommunen Emiliano Zapata och delstaten Veracruz, i den sydöstra delen av landet, 260 km öster om huvudstaden Mexico City. Plan del Río ligger 292 meter över havet och antalet invånare är 1 331.
Terrängen runt Plan del Río är kuperad åt nordväst, men åt sydost är den platt. Runt Plan del Río är det ganska tätbefolkat, med 60 invånare per kvadratkilometer. Närmaste större samhälle är Rinconada, 10,5 km sydost om Plan del Río. Omgivningarna runt Plan del Río är en mosaik av jordbruksmark och naturlig växtlighet.